# اقاقیا (فیلم)
«اقاقیا» (انگلیسی: Acacia (film)) فیلمی در ژانر ترسناک، به کارگردانی پارک کی هیونگ و با بازی شیم هی جین و کیم جین گئون است که در سال ۲۰۰۳ منتشر شد.